# Smerinthulus quadripunctatus
Smerinthulus quadripunctatus là một loài bướm đêm thuộc họ Sphingidae. Nó được tìm thấy ở Thái Lan và Sundaland.
Màu nền của cánh trước vàng hơi đỏ ở con đực, tối hơn và đỏ hơn ở caon cái.

## Phụ loài
- Smerinthulus quadripunctatus quadripunctatus (Sundaland)
- Smerinthulus quadripunctatus cottoni Cadiou & Kitching, 1990 (Thailand)

## Hình ảnh

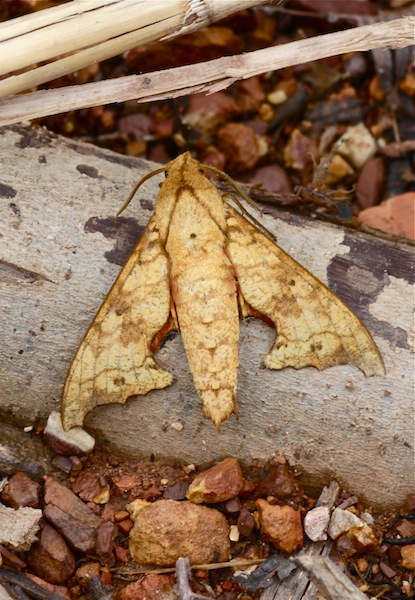